# Бален, Матиас (художник)

«Пейзаж с мельницами». середина XVIII в.

Матиас Бален (нидерл. Mathias Balen; 24 февраля 1684, Дордрехт, Южная Голландия — 7 января 1766, Дордрехт) — нидерландский живописец, рисовальщик, офортист и гравёр Золотого Века Голландии.

## Биография
Внук известного историографа и писателя Матиаса Балена.
Учился живописи у Арнольда Хоубракена. Дружил с художником Ромейном де Хоге.
В 1705—1715 жил в Гааге, затем вернулся в родной город Дордрехт.

## Творчество
Автор портретов, пейзажей, исторических и аллегорических полотен. Работы представлены в собрании семьи Бонде в Эриксберге, Дворцовом музее Дармштадта и других музейных коллекциях. Совместно с Ромейном де Хоге участвовал в иллюстрировании его известной книги «Иероглифика или символы древних народов» («Hieroglyphica of Merkbeelden der oude volkeren»).

## Галерея

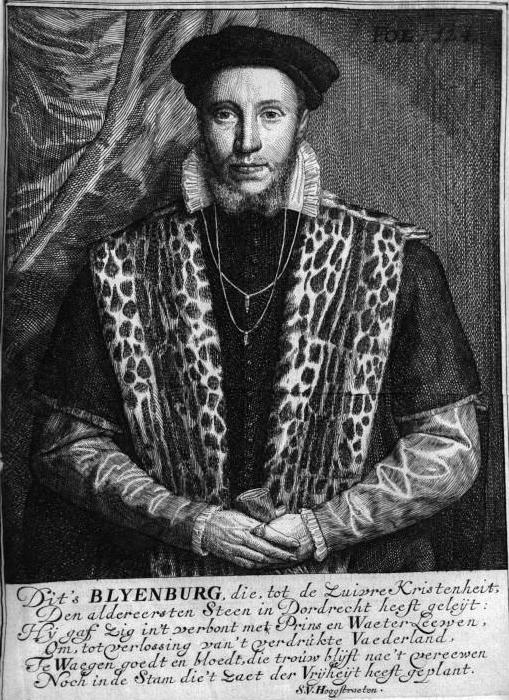
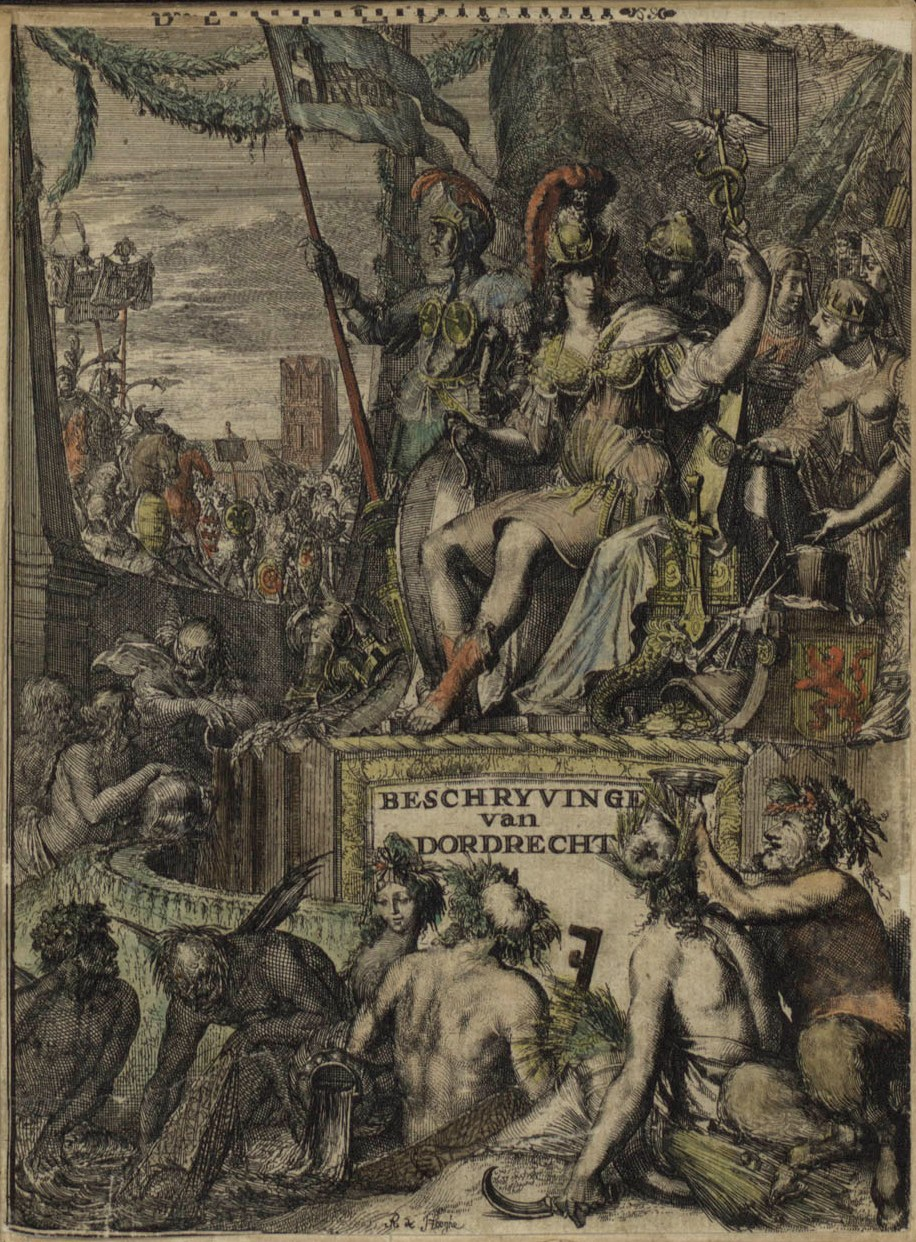
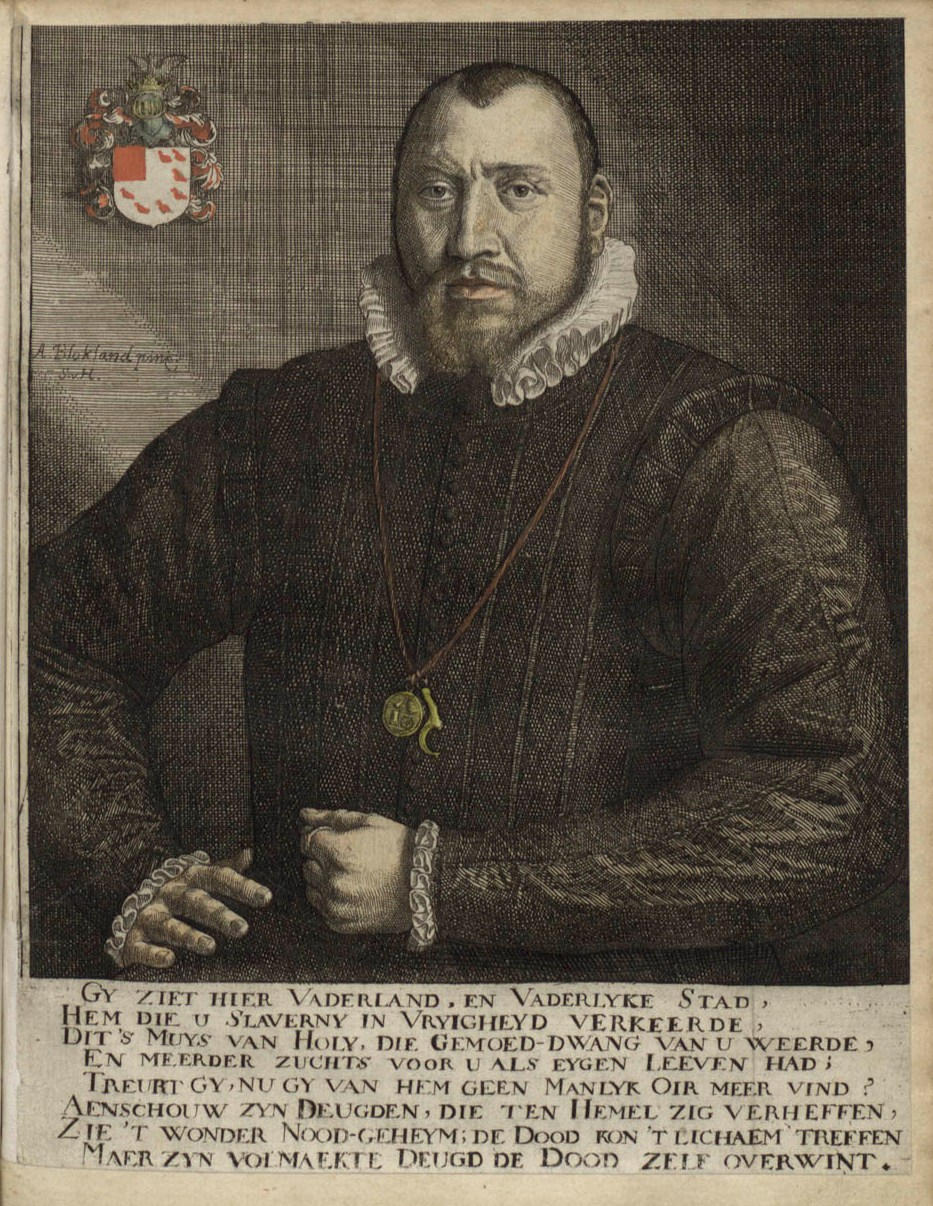